# Cot Teungku Digandai
Cot Teungku Digandai är en kulle i Indonesien.   Den ligger i provinsen Aceh, i den västra delen av landet, 1 700 km nordväst om huvudstaden Jakarta. Toppen på Cot Teungku Digandai är 55 meter över havet.
Terrängen runt Cot Teungku Digandai är huvudsakligen platt, men åt sydost är den kuperad. Terrängen runt Cot Teungku Digandai sluttar norrut.Runt Cot Teungku Digandai är det tätbefolkat, med 319 invånare per kvadratkilometer. Trakten runt Cot Teungku Digandai består till största delen av jordbruksmark.